# Jawher Miled
Jawher Miled, né le 2 août 1989 à Moknine, est un escrimeur tunisien pratiquant l'épée individuelle.

## Performances

### Monde
En 2007, il participe au stage de la Fédération internationale d'escrime à Fontainebleau en France. En 2008, il se classe à la 76e place à l'occasion de la coupe du monde d'escrime tenue au Portugal. À l'Open d'Allemagne, il aboutit à une défaite au second tour.

### Monde arabe
À l'occasion des Jeux panarabes 2007 en Égypte, il obtient la deuxième place en épée masculine et la troisième place en fleuret masculin, toutes deux par équipe. En 2008, il obtient la quatrième place aux championnats arabes des clubs champions organisés en Syrie, après perdu le match de classement contre l'équipe irakienne à une touche d'écart (45-44).

### Bassin méditerranéen
Aux championnats juniors de la Méditerranée, il remporte la septième place en Italie (2007) et la cinquième place en Tunisie (2008) en épée individuelle masculine.

### Tunisie
Au niveau national, il remporte en 2007 la médaille de bronze senior en épée masculine, arrive deuxième en 2008 après Maher Ben Aziza, devient en 2011 champion de Tunisie senior en épée masculine. En catégorie junior, il devient champion de Tunisie 2009 en épée masculine, après être arrivé deuxième en 2008. En catégorie cadets, il avait également été champion en 2006. En 2007, il remporte par ailleurs le trophée du meilleur épéiste en Tunisie.
Au mois d'avril 2009, il fait partie du centre des sportifs d'élite à Tunis.

## Palmarès
- Championnats d'Afrique
  -  Médaille d'argent à l'épée masculine senior par équipes aux championnats 2011 (Le Caire)
  -  Médaille de bronze à l'épée masculine senior individuel aux championnats 2010 (Tunis)
  -  Médaille d'argent à l'épée masculine senior par équipes aux championnats 2010 (Tunis)
- Jeux panarabes
  -  Médaille d'argent à l'épée masculine senior par équipes aux jeux 2007 (Le Caire)
  -  Médaille de bronze au fleuret masculin senior par équipes aux jeux 2007 (Le Caire)
- Championnats de Tunisie
  -  Médaille de bronze à l'épée masculine senior individuel aux championnats 2012 (Tunis)
  -  Médaille d'or à l'épée masculine senior individuel aux championnats 2011 (Tunis)
  -  Médaille d'argent à l'épée masculine senior par équipes aux championnats 2010 (Tunis)
  -  Médaille d'argent à l'épée masculine senior individuel aux championnats 2009 (Tunis)
  -  Médaille d'argent à l'épée masculine senior par équipes aux championnats 2009 (Tunis)
  -  Médaille de bronze au fleuret masculine senior par équipes aux championnats 2009 (Tunis)
  -  Médaille d'or à l'épée masculine junior individuel aux championnats 2009 (Tunis)
  -  Médaille de bronze à l'épée masculine senior individuel aux championnats 2008 (Tunis)
  -  Médaille d'argent à l'épée masculine senior par équipes aux championnats 2008 (Tunis)
  -  Médaille d'argent à l'épée masculine junior individuel aux championnats 2008 (Tunis)
  -  Médaille d'argent à l'épée masculine senior par équipes aux championnats 2007 (Tunis)
  -  Médaille d'or à l'épée masculine cadet individuel aux championnats 2006 (Tunis)